# Roxbury (Maine)
Roxbury – miasto w Stanach Zjednoczonych, w stanie Maine, w hrabstwie Oxford.